# ZDFinfo
 (septembre 2012).
ZDFinfo (anciennement appelée ZDFinfokanal) est une chaîne de télévision allemande qui appartient au bouquet ZDFvision.

## Identité visuelle

### Logos

Logo de ZDFinfokanal du 27 août 1997 au 5 septembre 2011
Logo de ZDFinfo depuis le 5 septembre 2011
Logo de ZDFinfo HD depuis le 30 avril 2012